# 모정부인
모정부인(慕貞夫人)은 제2대 금관가야 국왕 거등왕의 부인이다. 그녀는 세 번째 왕인 마품왕을 낳았다. 그녀는 인도에서 온 허황옥의 시종이었던 신보의 딸이었다. 화랑세기에서는 신포의 딸로 기록되어 있지만, 삼국유사에서는 신포의 아내로 기록되어 있다.

## 가족
- 아버지 : 신보(申輔)
- 어머니 : 미상
  - 남편 : 거등왕(居登王)
  - 왕후 : 모정부인(慕貞夫人)
    - 아들 : 마품왕(麻品王)